# OPNsense
OPNsense is opensource en op FreeBSD-gebaseerde firewall en routingsoftware die is ontwikkeld door het Nederlandse bedrijf Deciso. De distributie kan vrij worden gedownload en gebruikt voor commerciële doeleinden.

## Beschrijving
OPNsense is een fork van pfSense, die op zijn beurt weer een afsplitsing is van m0n0wall. Typische toepassingen zijn voor stateful firewalls, routers, wireless access points, DHCP-servers, DNS-servers en VPN-eindpunten.
OPNsense kan worden geïnstalleerd maar draait ook vanaf een live-cd. Met behulp van een webinterface kan OPNsense worden geconfigureerd en kunnen updates worden ingesteld zonder nauwkeurige kennis van het onderliggende FreeBSD-besturingssysteem. In tegenstelling tot vergelijkbare opensource firewallsoftware zoals IPFire en pfSense, biedt OPNsense tweefactorauthenticatie.